# 紀元前531年
紀元前531年（きげんぜん531ねん）は、西暦（ローマ暦）による年。紀元前1世紀の共和政ローマ末期以降の古代ローマにおいては、ローマ建国紀元223年として知られていた。紀年法として西暦（キリスト紀元）がヨーロッパで広く普及した中世時代初期以降、この年は紀元前531年と表記されるのが一般的となった。

## 他の紀年法
- 干支 : 庚午
- 日本
  - 皇紀130年
  - 安寧天皇18年
- 中国
  - 周 - 景王14年
  - 魯 - 昭公11年
  - 斉 - 景公17年
  - 晋 - 昭公元年
  - 秦 - 哀公6年
  - 楚 - 霊王10年
  - 宋 - 元公元年
  - 衛 - 霊公4年
  - 陳 - 恵公3年
  - 蔡 - 霊侯12年
  - 曹 - 武公24年
  - 鄭 - 簡公35年
  - 燕 - 悼公5年
  - 呉 - 余祭17年
- 朝鮮
  - 檀紀1803年
- ベトナム :
- 仏滅紀元 : 14年
- ユダヤ暦 : 3230年 - 3231年

## できごと

### 中国
- 楚の霊王が蔡の霊侯を申で饗応して酔わせ、伏兵に捕らえさせた。
- 楚の公子弃疾が蔡を包囲した。
- 魯の仲孫玃（孟僖子）が邾の荘公と祲祥で盟約を結んだ。
- 晋の韓起（韓宣子）・斉の国弱・魯の季孫意如・宋の華亥・衛の北宮佗・鄭の罕虎（子皮）・曹人・杞人らが厥憖で会合し、蔡の救援を相談した。
- 周の単成公が晋の韓起と戚で会談した。
- 楚が蔡をひとたび滅ぼした。楚の霊王は蔡の隠太子姫有を岡山の祭祀の犠牲とした。
- 楚の霊王が公子弃疾を蔡公とした。

## 死去
- 単成公 - 周の邦君